# بنه: نظامهای زراعی سنتی در ایران
بنه (نظام‌های زراعتی سنتی در ایران) کتابی از جواد صفی‌نژاد است که در سال ۱۳۶۸ منتشر و در مراسم کتاب سال جمهوری اسلامی ایران به‌عنوان کتاب شایسته تقدیر معرفی شد.